# Universidade Nacional de Jujuy
A Universidade Nacional de Jujuy (Universidad Nacional de Jujuy, UNJu) é uma universidade pública argentina situada em San Salvador de Jujuy, província de Jujuy. 
Fundada em 1973, conta com quatro faculdades e cinco institutos, onde cursam aproximadamente  10.000 estudantes.